# 薛大可
薛大可（1881年—1960年），字子奇，湖南益阳人。中国记者、政治人物。

## 生平
早年，薛大可加入华兴会。1904年万福华在上海英租界金谷香菜馆刺杀前广西巡抚王之春，此后薛大可和郭人漳因受该案牵连而同在上海被逮捕。获释后，他到日本，和徐佛苏投入立宪派，此后他曾任《中国新报》编辑。 
中华民国成立后，薛大可曾任民元国会众议院议员。《亚细亚日报》是袁世凯任大总统后，直接出巨资，由薛大可出面所办的御用报纸。该报曾经在北京、上海出版。其中北京版于1912年6月创刊，薛大可任主编，樊增祥、易顺鼎等人任撰述，每日出三大张。上海版于1915年9月10日创刊，薛大可任主编。北京版和上海版均拥护袁世凯，曾积极为袁世凯称帝制造舆论。 
1916年7月14日，大总统黎元洪下令懲办帝制禍首，薛大可列名其中，该命令称：
自变更国体之议起，全国扰攘，几陷沦亡。始祸诸人，实尸其咎。杨度、孙毓筠、顾鳌、梁士诒、夏寿田、朱启钤、周自齐、薛大可，均着拿交法庭，详确讯鞫，严行惩办，为后世戒。其余一概宽免。此令。
1916年9月，張勳在徐州策划複辟活動，仍被北京政府明令通緝的顧鼇、薛大可被張勳聘任爲機要秘書。1918年3月，他获得特赦。
此后他继续在北京从事新闻工作。1921年9月10日，《黄报》在北京创刊，薛大可主持。他还创办过《国报》。1926年8月，报人林白水遭到张宗昌逮捕，薛大可、杨度等人出面营救，但林白水仍被处决。
大革命之后，他在哈尔滨创办《东华日报》，因攻击当地报纸“狗屁不通”而引起公愤，他被斥责为“帝制余孽”而遭到抵制。 
抗日战争时，他在重庆。中华人民共和国成立前夕他去台湾。 
1960年，薛大可在台北病逝。

## 著作
- 薛子奇先生旅臺遺稿，1967年
- 遊臺灣詩，1945年